# Devils & Dust (pjesma)
"Devils & Dust" je naslovna pjesma s trinaestog studijskog albuma Brucea Springsteena Devils & Dust, a 2005. je objavljena kao singl. Pjesma koja govori o Ratu u Iraku, zaradila je pohvale kritike, a bila je nominirana i za Grammy za pjesmu godine.

## Povijest
Pjesma govori o izmučenom američkom vojniku koji se vjerojatno nalazi usred invazije na Irak 2003. Vojnik propituje svoju ulogu i muči se da pronađe vodstvo u svojoj misiji, a cijelo to vrijeme zabrinut promjenama kojima podliježe:
I got God on my side,
I'm just trying to survive -
What if, what you do to survive
Kills the things you love.
Fear's a powerful thing ...
Nesiguran kome vjerovati u vremenu strašne moralne dvoznačnosti, pripovjedačevo oslanjanje na Boga dolazi u pitanje nakon što ugleda svoga prijatelja i vojnika, Bobbieja, kako umire u "polju krvi i kamenja". Kako pjesma završava, vojnik ostaje pri stajalištu da "želi zauzeti pravedan stav" i nastaviti tražiti moralno ispravnu odluku. Zato pjesma nije antiratna u konvencionalnom smislu.
Pjesma ima dinamičan aranžman čime se udaljava od slike ostatka albuma koji je "akustičan" ili u "folk" stilu. "Devils & Dust" počinje tiho sa Springsteenom na akustičnoj gitari. Počevši od druge strofe, počinje se čuti prigušeni, zloslutni zvuk sintesajzera i roga, nakon čega im se u polovici stiha pridružuje istaknutija, ciklička gudačka dionica sastava Nashville String Machine. Nakon drugog refrena slijedi istaknuti Springsteenov solo na usnoj harmonici, a u tom se trenutku pridružuju bubnjevi i bas Stevea Jordana i producenta Brendana O'Briena. Treća strofa ponovno je tiha, nakon čega se opet vraćaju bubnjevi i perkusije; pjesma završava s još jednim solom na usnoj harmonici.
Singl je objavljen prije albuma, pojavivši se prvi put na AOL First Listen 28. ožujka 2005., zatim kao digitalni singl na iTunesu 29. ožujka, 4. travnja na radiju i, konačno, 5. travnja na drugim poslužiteljima digitalne glazbe.
Pjesma je rijetko emitirana na radijskim postajama te je zauzela 72. mjesto Billboardove ljestvice Hot 100, ali je pobrala puno veće pohvale kritike. Nominirana je za tri Grammyja: pjesmu godine, najbolju rock pjesmu i najbolju samostalnu vokalnu rock izvedbu. Springsteen je osvojio samo zadnju, izgubivši preostale dvije od U2-a.

## Glazbeni videospot
Glazbeni spot za "Devils & Dust" snimljen je u praznom Paramount Theatreu u Asbury Parku u New Jerseyju. Springsteen se u njemu pojavio na pozornici pjevajući uz live sinkronizaciju na akustičnoj gitari i usnoj harmonici. Pojavljivanje drugih instrumenata na audio snimci ostalo je neobjašnjeno, nije ostvaren ni pokušaj da se ilustrira smještaj ili teme pjesme, osim kadra iza kulisa pozornice na kraju koji prikazuje Springsteena kako ostavlja instrumente i odlazi ispred praznih sjedala kazališta.

## Povijest koncertnih izvedbi
Springsteen je izveo "Devils & Dust" na nekoliko promotivnih televizijskih pojavljivanja, koristeći samo akustičnu gitaru i usnu harmoniku. U travnju 2005. započeo je samostalni akustični Devils & Dust Tour. Mišljenja su bila podijeljena da li je pjesma profitirala akustičnim samostalnim aranžmanom koji je naglašavao intenzivnost ili pretrpjela štetu zbog toga što aranžman više nije ilustrirao mijenjanje tema pjesme. Nakon završetka turneje, Springsteen je u veljači 2006. sam izveo pjesmu na dodjeli Grammyja u Los Angelesu; nastupu je predstojio pohvalni govor Toma Hanksa, a nakon završetka pjesme, Springsteen je uzviknuo, "Vratite ih kući!" misleći na svoju želju za povlačenjem američkih vojnika iz Iraka.
Tijekom Sessions Band Toura 2006., Springsteen je povremeno izvodio "Devils & Dust", ali ovaj put u potpuno drugačijem aranžmanu Sessions Banda. Rekacije publike obično su bile odobravajuće.

## Vanjske poveznice
- Stihovi "Devils & Dust" na službenoj stranici Brucea Springsteena